# ميخائيل إي. ونايت
ميخائيل إي. ونايت (بالإنجليزية: Michael E. Knight)‏ هو ممثل أمريكي، ولد في 7 مايو 1959 في الولايات المتحدة.

## وصلات خارجية
- ميخائيل إي. ونايت على موقع IMDb (الإنجليزية)
- ميخائيل إي. ونايت على موقع قاعدة بيانات الفيلم (الإنجليزية)